# Liste des monuments historiques de Trévoux
Cet article recense les monuments historiques de Trévoux, en France.

## Statistiques
Trévoux compte 9 édifices comportant au moins une protection au titre des monuments historiques, la 4e concentration de monuments historiques de l'Ain après Pérouges, Bourg-en-Bresse et Belley. Un seul édifice comporte au moins une partie classée ; les 8 autres sont inscrits.

## Liste
| Monument                      | Adresse                   | Coordonnées                      | Notice         | Protection | Date | Illustration                  |
| ----------------------------- | ------------------------- | -------------------------------- | -------------- | ---------- | ---- | ----------------------------- |
| Château                       |                           | 45° 56′ 36″ nord, 4° 46′ 30″ est | « PA00116582 » | Classé     | 1913 | Château                       |
| Château de Corcelles          |                           | 45° 56′ 51″ nord, 4° 45′ 42″ est | « PA01000004 » | Inscrit    | 1996 | Château de Corcelles          |
| Château de Fetan              | Route de Saint-Bernard    | 45° 56′ 35″ nord, 4° 44′ 59″ est | « PA00116583 » | Inscrit    | 1973 | Château de Fetan              |
| Hôtel du gouverneur de Dombes | Rue du Gouvernement       | 45° 56′ 26″ nord, 4° 46′ 28″ est | « PA00116584 » | Inscrit    | 1933 | Hôtel du gouverneur de Dombes |
| Maison Thermac                | Grande-Rue, rue Casse-Cou | 45° 56′ 27″ nord, 4° 46′ 27″ est | « PA00116586 » | Inscrit    | 1933 | Maison Thermac                |
| Maison Anginieur              | 19, Rue du Gouvernement   | 45° 56′ 26″ nord, 4° 46′ 25″ est | « PA00116585 » | Inscrit    | 1933 | Maison Anginieur              |
| Maison Guerrier               | Rue du Port               | 45° 56′ 28″ nord, 4° 46′ 22″ est | « PA00116587 » | Inscrit    | 1933 | Maison Guerrier               |
| Maison des Sires de Villars   | 33 rue du Gouvernement    | 45° 56′ 26″ nord, 4° 46′ 22″ est | « PA00116613 » | Inscrit    | 1991 | Maison des Sires de Villars   |
| Parlement de Dombes           | 1 rue du Palais           | 45° 56′ 25″ nord, 4° 46′ 33″ est | « PA01000017 » | Inscrit    | 2006 | Parlement de Dombes           |